# Јован Асен II
Јован Асен II (буг. Иван Асен II; 1190-е – мај/јун 1241), био је цар Бугарске од 1218. до 1241. године. За време његове владавине Бугарска је била најзначајнија и најважнија православна држава. Још увек је био дете када је његов отац цар Јован Асен I – један од оснивача Другог бугарског царства – убијен 1196. Његове присталице су покушале да му обезбеде престо након што је његов стриц цар Калојан убијен 1207. године, али их је други Калојанов нећак Борил савладао. Јован Асен је побегао из Бугарске и настанио се у руским кнежевинама.
Цар Борил никада није могао да ојача своју власт која је омогућила Јовану Асену да скупи војску и врати се у Бугарску. Заузео је Тарново и ослепео Борила 1218. У почетку је подржавао пуно заједништво Бугарске цркве са папством и склапао савезе са суседним католичким силама, Угарском и Латинским царством у Цариграду. Покушао је да преузме намесништво за 11-годишњег латинског цара Балдуина II, после 1228. године, али латинске аристократе нису подржале цара Јована II Асена. Нанео је тежак пораз цару Теодору Анђелу Комнину Дуки од Солунског царства, у бици код Клокотнице 1230. Теодорово царство је убрзо пропало и цар Јован Асен II је освојио велике територије у Македонији, Тесалији и Тракији.
Контрола трговине на Виа Егнациа омогућила је Јовану II Асену да спроведе амбициозан градитељски програм у Трнову и да кује златнике у својој новој ковници у Охриду. Почео је преговоре о повратку Бугарске цркве у православље након што су барони Латинског царства изабрали Јована од Бријена за намесника цара Балдуина II 1229. Цар Јован Асен II и цар Никеје Јован III Дука Ватац закључили су савез против Латинског царства. на њиховом састанку 1235. Током исте конференције, поглавару бугарске цркве додељен је ранг патријарха у знак њене аутокефалности (независности). Цар Јован Асен II и цар Јован III Дука Ватац су удружили своје снаге у нападу на Константинопољ, али су први схватили да цар Јован III Дука Ватац може већу корист да извуче од пад Латинског царства и раскинули су савез са Никејом 1237. Након што су Монголи напали понтске степе, неколико куманских група је побегло у Бугарску.

## Младост
После смрти бугарског краља Калојана у Бугарској су настали велики метежи. Малолетни Јован Асен, морао је да бежи из земље, а власт је уграбио Калојанов сестрић, Борил.
Отац Јована Асена, цар Јован Асен I, био је један од двојице вођа великог устанка Бугара и Влаха против Византијског царства 1185. године. Номади Кумани, који су живели у понтским степама, подржавали су побуњенике, помажући им у оснивању Другог бугарског царства. Народ је у почетку настањивао равнице између Балканских планина све до Доњег Дунава. Јован Асен I је од око 1187. године, проглашен за „базилеуса“ (или цара) Бугара. Његов син и имењак рођен је између 1192. и 1196. године. Дететова мајка се у Синодикону цара Борила звала Елена, „нова и побожна царица“.
Бољар (или племић) Иванко убио је цара Јована Асена I 1196. године. Убијеног цара је наследио његов млађи брат Калојан. Ушао је у преписку са папом Иноћентијем III и понудио да призна примат папе како би обезбедио подршку Свете столице. Папа је одбио захтев да се поглавар Бугарске цркве уздигне у ранг патријарха, али је бугарском прелату доделио нижу титулу примаса. Папа није признао Калојаново право на титулу цара, али је папски легат крунисао Калојана за краља у Трнову 8. новембра 1204. године. Цар Калојан је искористио распад Византијског царства после Четвртог крсташког рата и проширио своју власт на значајне територије. Убијен је док је опседао Солун у октобру 1207. године.
Тинејџер Јован Асен имао је јаке претензије да наследи свог стрица, али Калојанова куманска удовица се удала за Борила – сина једне од Калојанових сестара – који је проглашен за цара. Непознате су тачне околности Бориловог ступања на престо. Историчар из 13. века, Георгије Акрополит, забележио је да је Јован Асен убрзо побегао из Бугарске и настанио се у „земљама руским“ (у Галичкој или Кијевској кнежевини). Према каснијем извору, Јефрема монаха, Јована Асена и његовог брата Александра њихов учитељ је одвео код Кумана пре него што су прешли у руске кнежевине. Флорин Курта и Џон В. А. Фајн пишу да је група бољара покушала да обезбеди престо Јовану Асену после Калојанове смрти, али су их савладале Борилове присталице и Јован Асен је морао да напусти Бугарску. Историчар Александру Маџеару предлаже да су првенствено бољари који су се противили растућем утицају Кумана подржали Јована Асена.
Борилова владавина је увек била несигурна. Његови рођаци, Стрез и Алексије Словен, одбијали су да му се повинују и он је морао да се суочава са честим побунама. Јован Асен је боравио у Русији „доста времена“, по Акрополиту, пре него што је окупио око себе „неког из руске земље“ и вратио се у Бугарску. Маџеару каже да је Јован Асен могао да ангажује војнике највероватније зато што су му Борилови противници слали новац. Историчар Иштван Васари повезује „руску руљу“ Јована Асена са полуномадским Бродницима. Победио је Борила и заузео „не мало земље“ (коју Маџеару условно асоцира на Добруџу).
Цурта и Фине пишу да се Јован Асен вратио у Бугарску након што је Борилов савезник, Угарски краљ Андрија II, отишао у Пети крсташки рат 1217. године. Цар Борил се после пораза повукао у Тарново, али је Јован Асен опседао град. Акрополит је тврдио да је опсада трајала седам година. Већина савремених историчара се слаже да је Акрополит годинама бркао месеце, али Геновева Цанкова-Петкова прихвата Акрополитову хронологију. Она каже да је тројицу куманских поглавара које је војни заповедник краља Андрије II, Јоаким, гроф од Херманштата, поразио код Видина око 1210. године, ангажовао Јован Асен, јер је желео да спречи Јоакима да подржи цара Борила против побуњеника који су заузели град. Васари наводи да је њена теорија „натегнута“, да јој недостају чврсти докази. Грађани Тарнова су се после дуге опсаде предали Јовану Асену. Он је ухватио и ослепео цара Борила и „добио контролу над читавом територијом Бугара“, према Акрополиту.

## Долазак на власт
После смрти латинског цара Хенрика 1216. године, цар Борил је изгубио сваки ослонац и потиснут је с власти кад се 1217. појавио законити наследник, избегли Јован Асен II, праћен руским четама. Цар Борил се држао једно време у Трнову, али су га најпосле издали народ и племство и отворили градска врата младом цару. Год. 1218. Борил је изгубио престо и очњи вид.

## Владавина

### Консолидација
Прва деценија владавине цара Јована Асена II је слабо документована. Угарски краљ Андрија II је стигао у Бугарску током свог повратка из Петог крсташког рата крајем 1218. године. Цар Јован Асен II није дозволио краљу да пређе земљу све док краљ Андрија II није обећао да ће своју кћер Марију удати за њега. Маријин мираз обухватао је Београдску и Браничевску област, око којих су се деценијама сукобили угарски и бугарских владари.
Када је Роберт од Куртенеа, новоизабрани латински цар, кренуо из Француске према Цариграду 1221. године, Цар Јован Асен II га је пратио у пролазу кроз Бугарску. Он је снабдевао и цареву пратњу храном и сточном храном. Односи између Бугарске и Латинског царства остали су мирни током владавине цара Роберта. Цар Јован Асен II је такође склопио мир са епирским владаром Теодором Комнином Дуком, који је био један од главних непријатеља Латинског царства. Теодоров брат, Манојло Дука, оженио се 1225. године ванбрачном ћерком цара Јована Асена II, Маријом. Теодор, који је себе сматрао законитим наследником византијских царева, крунисан је за цара око 1226. године.
Латинског цара Роберта је наследио његов 11-годишњи брат Балдуин II у јануару 1228. године. Цар Јован Асен II је предложио да своју кћер Јелену да уда за младог цара, јер је желео да полаже право на намесништво. Такође је обећао да ће ујединити своје трупе са Латиниским да поново освоје територије које су изгубили од цара Теодора Комнина Дуке. Иако латински господари нису хтели да прихвате његову понуду, почели су преговоре о томе, јер су настојали да избегну војни сукоб са њим. Истовремено, понудили су намесништво бившем краљу Јерусалима, Јовану од Бријена, који је пристао да напусти Италију и упути се у Цариград, али су свој договор годинама чували у тајности. Само венецијански аутори који су састављали своје хронике деценијама након догађаја – Марино Санудо, Андреа Дандоло и Лоренцо де Монакис – забележили су понуду цара Јована Асена II Латинима, али је поузданост њиховог извештаја широко прихваћена од стране савремених историчара.
Односи између Бугарске и Угарске су се погоршали крајем 1220-их. Убрзо након што су Монголи нанели озбиљан пораз уједињеним војскама руских кнезова и куманских војсковођа у бици на реци Калки 1223. године, вођа западног куманског племена, Бориције, прешао је у католичанство у присуству наследника Андреја II и сувладар, Бела IV. Папа Гргур IX је у писму навео да су они који су напали преобраћене Кумане такође непријатељи Римокатоличке цркве, вероватно у вези са претходним нападом цара Јвана Асена II, према Мадгеару-у. Угарске трупе су можда покушале да заузму Видин већ 1228. године, али је датовање опсаде неизвесно, а можда се догодила тек 1232. године.

### Проширење
Цар Теодор Комнин Дука неочекивано је напао Бугарску дуж реке Марице почетком 1230. године. Епирска и бугарска војска сукобиле су се код Клокотнице у марту или априлу. Цар Јован Асен II је лично командовао резервним трупама, укључујући 1.000 куманских коњаника. Држао је копију свог мировног споразума са царем Теодором закачену за врх копља високо у ваздуху док је марширао у битку као доказ за издају својих противника. Њихов изненадни напад на Епирце обезбедио му је победу. Бугари су ухватили цара Теодора и његове старешине и узели много плена, али је цар Јован Асен II пустио обичне војнике. Након што је цар Теодор покушао да организује заверу против цара Јована Асена II, заробљени цар је ослепљен. Шпански рабин Јакоб Ароф је обавештен да је цар Јован Асен II најпре наредио двојици Јевреја да ослепе Теодора, јер је знао да је цар прогонио Јевреје у свом царству, али су они то одбили, због чега су бачени са литице.
Бугарска је постала доминантна сила Југоисточне Европе након битке код Клокотнице. Његове трупе су ушле у Теодорове земље и освојиле десетине епирских градова. Заузели су Охрид, Прилеп и Сер у Македонији, Хадријанопољ, Димотику и Пловдив у Тракији, а такође су заузели Велику Влашку у Тесалији. Такође је припојена и кнежевина Алексија Словена у Родопима. Цар Јован Асен II је поставио бугарске гарнизоне у важне тврђаве и именовао своје људе да њима командују и прикупљају порезе, али су локални званичници и даље управљали другим местима на освојеним територијама. Заменио је грчке епископе бугарским прелатима у Македонији. Он је давао великодушне даровнице светогорским манастирима током своје посете тамо 1230. године, али није могао да убеди монахе да признају јурисдикцију предстојатеља бугарске цркве. Његов зет деспот Манојло Дука преузео је контролу над Солунским царством. Бугарске трупе су такође извршиле пљачкашки поход на Србију, јер је Стефан Радослав, краљ Србије, подржао свог таста Теодора против Бугарске.
Освајања цара Јована Асена II су обезбедила бугарску контролу над Виа Егнациа (важним трговачким путем између Солуна и Драча). Основао је ковницу новца у Охриду која је почела да кује златнике. Његови растући приходи омогућили су му да оствари амбициозан грађевински програм у Тарнову. Црква Светих четрдесет мученика, са фасадом украшеном керамичким плочицама и муралима, обележила је његову победу на Клокотници. Царска палата на брду Царевец је увећана. Спомен-натпис на једном од стубова цркве Светих четрдесет мученика забележио је освајања цара Јована Асена II. О њему се говорило као о „цару Бугара, Грка и других земаља“, што је имплицирало да планира да оживи Византијско царство под његовом влашћу. Такође је себе прогласио за цара у даровници светогорском манастиру Ватопед и у својој дипломи о привилегијама дубровачких трговаца. Угледајући се на византијске цареве, он је своје повеље запечатио златним печатом. Један од његових печата га је приказивао како носи царске ознаке, што је такође откривало његове царске амбиције.

## Битка код Клокотнице

### Односи са Епиром
Године 1221. цар Јован Асен II и епирски владар Теодор Анђел Дука Комнин склопили су савез против Латинског царства. Осигуравши мир 1223. године, Теодор је освојио Солун и постао најсилнији владар на Балкану.

### Битка код Клокотнице
Након смрти латинског цара Роберта Куртенеа 1228. Цар Теодор је сматрао да је једина препрека за освајање Цариграда, сам цар Јован Асен II. Због тога је са 85 000 војника у којој је било епирских војника, плаћеници католици, али и Теодорова дворска свита, у којој је била и Теодорова жена и деца, почетком марта 1230. године, напао je Бугарску, док је цар Јован Асен II једва скупио 25 000 војника.
Мудри цар Јован Асен II је у тој бици победио због сјајне тактике тј. јер је опколио Теодорову војску и скоро свих 85 000 људи је посечено, само се спасао цар Теодор, који је био заробљен и његов полубрат деспот Манојло, који је побегао са малим бројем војника.

### Последице битке
После тог Епирског слома, био је уздрман и положај српског краља Стефана Радослава, у Србији. Бугарска је после те победе постала прва сила Балканског полуострва; Асенова воља господарила је без такмаца. Бугарски цар сматрао је Србију, ради великог Теодорова утицаја у њој, као неку њему вазалну државу, и стога је, после ове победе довршавајући у Трнову своју лепу цркву у славу Четрдесет Мученика, хвалећи се постигнутим успехом, записао, како је добио целу Теодорову земљу „од Једрена до Драча“ и земље „грчку и још арбанаску и српску“. И доиста највећи део Теодорове државе дошао је под непосредну Асенову власт; у Солуну само, с Тесалијом и Епиром, оста на власти Асенов зет деспот Манојло, где га је овај владо под његовим врховним надзором. Савремени грчки писац Акрополита са признањем говори о праведности и увиђавности Асеновој, која је његову власт чинила лако подношљивом. Српски принц Владислав, други син краља Стефана Првовенчаног, постао је такође зет Асенов. Он је, наскоро по паду Теодоровом са осталим незадовољницима у Србији почео борбу против краља Стефана Радослава. Краљ Стефан Радослав се држао једно време, али је пред моћнијим братом морао најпосле да побегне из Србије, крајем 1233. год. Склонио се у Дубровник. Тај мудри трговачки град, који је све више ширио свој промет и од цара Асена добио повластице за своје трговце, примио је с пажњом и добеглог српског краља.

## Сукоби са Католичким земљама
Вест о избору Јована од Бријена за намесника у Латинском царству разбеснела је цара Јована Асена II. Он је послао изасланике васељенском патријарху Герману II у Никеју да започну преговоре о положају Бугарске цркве. Папа Гргур IX је подстицао краља Андрију II Угарског да 9. маја 1231. покрене крсташки рат против непријатеља Латинског царства, највероватније у вези са непријатељским акцијама цара Јована Асена II, према Мадгеару. Угарски краљ Бела IV је напао Бугарску и заузео Београд и Браничево крајем 1231. или 1232. године, али су Бугари поново освојили изгубљене територије већ почетком 1230-их. Мађари су заузели бугарску тврђаву у Северину (данас Дробета-Турну Северин у Румунији) северно од Доњег Дунава и успоставили пограничну провинцију, познату као Баната Сзорени, како би спречили проширење Бугара на север.
Српски великаши који су желели савез са Бугарском побунили су се против краља Стефана Радослава и протерали га у изгнанство 1233. године. Његов брат и наследник краљ Стефан Владислав I оженио је ћерку цара Јована Асена II, Белославу. Цар Јован Асен II је разрешио дужности унијатског првопрестолника бугарске цркве Василија I и наставио преговоре о повратку Бугарске цркве у православље. Православни архиепископ Анкире Христофор, који је посетио Бугарску почетком 1233. године, позвао је цара Јована Асена II да пошаље епископа у Никеју да га рукоположи Васељенски Патријарх. Уговор о браку Теодора II Ласкариса – наследника никејског цара Јована III Дуке Ватаца – и кћерке цара Јована Асена II, Јелене, склопљен је 1234. године.
Сава I, веома поштовани архиепископ Српске православне цркве, умро је у Трнову 14. јануара 1235. године. Према Маџеару, архиепископ Сава I је највероватније био дубоко умешан у преговоре између Бугарске Цркве и Васељенског Патријарха. Цар Јован Асен II се састао са царем Јованом III Дуком Ватацом у Лампсаку почетком 1235. да би постигао компромис и закључио формални савез. На састанку су били и патријарх Герман II и нови поглавар Бугарске цркве Јоаким I. Након што је Јоаким I напустио своје право на јурисдикцију над Светом Гором и солунским архиепископом, патријарх Герман II га је признао за патријарха, чиме је признао аутокефалност бугарске цркве. У Лампсаку је прослављен и брак Јелене Асен и Теодора Ласкариса.
Цар Јован Асен II и цар Јован III Дука Ватац склопили су савез против Латинског царства. Бугарске трупе су освојиле територије западно од Марице, док је никејска војска заузела земље источно од реке. Опсели су Цариград, али су их Јован од Бријена и млетачка флота приморали да прекину опсаду пре краја 1235. године. Почетком следеће године поново су напали Цариград, али се друга опсада завршила новим неуспехом.

### Повратак у православље
Напад Мађара на Асенове земље и њихово заузимање Београда и Браничева, 1232. год., и врло затегнути односи с латинским баронима у Цариграду, су определили цара Јована Асена II да раскине везе са папском куријом, која је била на страни његових противника. Тај корак царев наишао је на велико одобравање целог православног клира. Дотле је постојала врло јака опозиција свештенства из бивше Теодорове државе, односно од стране охридске цркве, која није дозвољавала да православни епископи и свештенство признају власт бугарског примаса – патријарха, пошто је он, са своје стране, признавао папину врховну власт. После раскида с Римом, цар Јован Асен II је покушао да обнови везе с патријаршијом у Никеји, али се отуд тражило као први услов да бугарска црква призна врховну власт никејској. Цар Јован Асен II I на то није пристао; он је желео измирење, а не понижење своје цркве. Стога, и без пристанка Рима и Цариграда, дао је да се за православног бугарског патријарха изабере Јоаким I. Али је, ипак, из разумљивих разлога, тежио, да својој патријаршији изради признање.

### Православни савез
У помоћ му је дошла нова политичка ситуација. Против савеза католичких држава, Латинског царства и Мађарске, требало је створити савез православних држава. Цар Јован Асен II зато нуди преговоре никејском цару, Јовану III Дуки Ватацу. Створени споразум између њих прихватио је деспот Михајло II Анђел од Епира и вероватно краљ Стефан Владислав I Немањић од Србије.

### Признање Бугарске патријаршије
За Светог Саву I, стрица краља Стефана Владислава I, зна се, да је крајем 1233. год. напустио свој архиепископски положај и као свог наследника оставио Сремца Арсенија I. После је отишао поново на исток, у Јерусалим, Александрију и на Синај, одатле у Антиохију и Никеју, а из Никеје у Цариград и Свету Гору. Свршивши тај велики пут, он се кренуо у Бугарску, у Трново, цару Јовану Асену II.
Тај пут Савин у све четири престонице патријарха православне цркве и навраћања у Бугарску, куда му се није требало враћати у Србију, по свој прилици је у вези са поменутом акцијом Асеновом за признавање бугарске патријаршије. Цару Јовану Асену II је архиепископ Сава I, као угледна личност, са доста веза, по свој прилици послужио као посредник у том послу. Успех је био постигнут.

### Рат против Латинског царства
У Галипољу, на малоазијској страни, 1235. год., објављен је грчко-бугарски савез и признање бугарске патријаршије од сва четири патријарха. Оба стара биографа Савина, Доментијан и Теодосије, казују, да је цар према њему био врло пажљив. Код цара Јована Асена II је архиепископ Сава I и умро, у Трнову, 14. јануара 1235. год. Одатле је пренесен у Владислављеву задужбину у манастир Милешево, где је са свим сјајем српске цркве положен у нови гроб, 6. маја 1237. године.
Анђело Санудо је послао Јовану Бријену, намеснику Латинског царства, 1235. године млетачку флоту за одбрану Цариграда и напад је одбијен, а цар Јован Асен II се повукао у јесен због надолазеће зиме. Никејско царство се са царем Јованом Асеном II договорило да следеће године, заједно опседну Цариград, али цар Јован Асен II је одбио да пошаље трупе, па је уговор раскинут, зато што је 27. марта 1237. године, умро Јован Бријен, а постојала је могућност да цар Јован Асен II буде именован за намесника.

## Мир са католицима и смрт
Савез таста краља Стефана Владислава I, цара Јована Асена II, са никејским Грцима показао се одмах на делу и 1236. год. удружени победнички савезници угрожавали су сам Цариград, али папа је предузимао све да спасе своје једновернике у Цариграду и свој утицај на Балкану. Краљ Стефан Владислав I није улазио у ту акцију, као што се није мешао ни у друге политичке послове Бугара, али би по свој прилици био увучен у рат између Бугара и Угара, 1238. године, који је изазвао папа. Нешто та опасност, а нешто и несугласице са Никејцима, определише цара Јована Асена II да раскине везе са Грцима и да се приближи Латинима. Наскоро после тога, у јуну год. 1241, цар Јован Асен II је умро у Трнову, усред догађаја који ће његовог противника онеспособити за ма какав подухват већих размера. С Асеновом смрћу Бугарска постепено губи свој доминантни положај на Балкану, мада још увек представља снагу достојну поштовања.

### Последње године
Цар Јован Асен II је схватио да цар Јован III Дука Вватац првенствено може да искористе пад Латинског царства. Убедио је цара Јована III Дуку Ватаца да му врати ћерку Хелену, наводећи да он и његова жена „желе да је виде“ и „дају јој очински загрљај“. Раскинуо је савез са Никејом и ступио у нову преписку са папом Гргуром IX, нудећи му да призна првенство почетком 1237. године. Папа га је позвао да склопи мир са Латинским царством.
Нова монголска инвазија на Европу приморала је хиљаде Кумана да побегну из степа у лето 1237. године. Цар Јован Асен II који није могао да их спречи да пређу Дунав у Бугарску дозволио им је да упадну у Македонију и Тракију. Кумани су заузели и опљачкали најмање тврђаве и опљачкали селa. Латини су ангажовали куманске трупе и удружили се са царем Јованом Асеном II који је опседао никејску тврђаву у Цурулону. Још је опседао тврђаву када је до њега стигла вест о истовременој смрти његове жене, сина и патријарха Јоакима I. Узимајући ове догађаје као знаке гнева Божијег због раскида савеза са царем Јованом III Дуком Ватацем, цар Јован Асен II је напустио опсаду и послао своју кћер Хелену назад свом мужу у Никеју крајем 1237. године.
Удовац цар Јован Асен II се заљубио у Ирену Анђел која је заробљена заједно са оцем Теодором Комнином Дуком 1230. године. Према Акрополиту, цар Јован Асен II је своју нову жену волео „преко, ништа мање него што је Антоније волео Клеопатру“. Брак је резултирао ослобађањем Теодора, који се вратио у Солун, протерао свог брата деспота Манојла, а свог сина Јована наметнуо за деспота. Папа Гргур IX оптужио је цар Јована Асена II да штити јеретике и позвао краља Белу IV од Угарске да покрене крсташки рат против Бугарске почетком 1238. године. Папа је понудио Бугарску краљу Бели IV, али угарски краљ није хтео да ратује против цара Јована Асена II. Цар Јован Асен II је дао слободан пролаз латинском цару Балдуину II и крсташима који су га пратили током њиховог похода из Француске у Цариград 1239. године, иако није напустио савез са царем Јованом III Дуком Ватацем. Нове крсташке трупе прешле су кроз Бугарску уз сагласност цара Јована Асена II почетком 1240. године.
Цар Јован Асен II је послао посланике у Угарску пре маја 1240. године, највероватније зато што је желео да склопи одбрамбени савез против Монгола. Власт Монгола проширила се чак до Доњег Дунава након што су заузели Кијев 6. децембра 1240. године. Монголска експанзија је натерала десетине расељених руских кнезова и бојара да побегну у Бугарску. Кумани који су се населили у Угарској такође су побегли у Бугарску након што је њихов поглавица, Котен, убијен у марту 1241. године. Према биографији мамелучког султана, Бајбарса, који је потицао из куманског племена, и ово племе је после монголске инвазије тражило азил у Бугарској. Исти извор додаје да је „А.н.с.хан, краљ Влашке“, кога савремени научници повезују са царем Јованом Асеном II, дозволио Куманима да се населе у једној долини, али их је убрзо напао и убио или поробио. Мадгеару пише да је цар Јован Асен II највероватније напао Кумане јер је желео да их спречи да опљачкају Бугарску.
Датум смрти цара Јована Асена II је непознат. Васари каже да је цар умро 24. јуна 1241. године. Међутим, савремени Алберик из Троа-Фонтена забележио је да је наследник цара Јована Асена II, Калиман I Асен, потписао примирје на празник Светог Јована Крститеља (24. јуна), што је доказ да је цар Јован Асен II већ умро. Маџеару пише да је цар Јован Асен II највероватније умро у мају или јуну 1241. године.

## Породица
Цар Јован Асен II се женио два или три пута. Према научној теорији, његова прва жена била је нека Ана коју је натерао да оде у манастир након што је верио Марију Угарску и Ана је умрла као монахиња Анисија. Историчар Пламен Павлов наводи да је Ана–Анисија заправо била Калојанова удовица. Ана-Анисија је можда није била законита  супруга већ конкубина, а можда је била и мајка његове две најстарије ћерке:
1. Марија (?), која се удала за деспота Манојла Анђела Солунског.[29][80]
2. Белослава (?), која се удала за краља Стефана Владислава I Немањића од Србије.[81]

Цар Јован Асен II се оженио Маријом Угарском 1221. године. Синодикон цара Борила и други бугарски примарни извори помињу је као Ана, сугеришући да је њено име промењено или након што је дошла у Бугарску, или након што је прешла у православље 1235. године. Родила је четворо деце.
1. Хелена, која је била удата за цара Теодора II Ласкариса 1235. године, била је једна од њених ћерки.[85]
2. Тамара, обећана је будућем византијском цару Михаилу VIII Палеологу 1254. године.[86]
3. Коломан Асен, рођен је 1234. године, тако да је још увек био малолетан када је наследио свог оца.[76]
4. Петар (?) је умро док је цар Јован Асен II опседао Цурулон у лето 1237. године.[63]

Оженивши се Ирином Комнином Дукаином, цар Јован Асен II би прекршио црквене каноне, пошто је његова ћерка из претходног брака била удата за Ирениног стрица деспота Манојла Солунског. Постоје спорни докази да се бугарска црква противила браку и да је патријарх (који се звао Спиридон или Висарион) свргнут или погубљен од стране бесног цара. Акрополит је забележио два списка о деци цара Јована Асена II од стране његове треће (или друге) жене Ирине Комнине Дукаине. Деца цара Јована Асена II и царице Ирине су:
- „Михаило Асен, Теодора и Марија“, према првом списку, али у другом списку помињу се „син Михаило и ... ћерке Марија и Ана“.[89] Неслагање између ова два списка највероватније се може решити повезивањем Теодоре са Аном, како је то предложио историчар Иван Божилов.[90] Михаило је наследио свог полубрата Калимана 1246. године.[91]
- Претпоставља се да је једна од две ћерке удата за севастократора Петра који се помиње као зет цара Михаила II Асена 1253. године.[92] Петрова жена се традиционално повезивала са Аном-Теодором, али је можда била идентична са Маријом, према историчару Јану Млађову.[86] Савремени историчари претпостављају да су цар Михаило III Шишман, цар Јован Александар и њихови наследници водили порекло од Петра и његове жене.[86]
- Друга кћи цара Јована Асена II и царице Ирене је највероватније била жена бојара Мице.[93] Мицо је полагао право на Бугарски трон након што је цар Михаило II Асен умро 1256. или 1257. године.[94] Историчари који жену севастократора Петра доводе у везу са Аном-Теодором кажу да се Мицо оженио Маријом, али Млађов истиче да је та идентификација неизвесна, а Мицо се можда оженио Аном-Теодором.[93] Византијски огранак породице Асен водио је порекло од Мице и његове жене.[86]

## Наслеђе
Акрополит је окарактерисао цара Јована Асена II као „човека који се показао као одличан међу варварима не само у погледу свог народа него и према странцима“. Историчар Жан В. Седлар описао га је као „последњег заиста моћног владара Бугарске“. Као успешан војсковођа и вешт дипломата, освојио је скоро све земље које су биле укључене у Прво бугарско царство за време владавине цара Симеона I. Такође је постигао да Мађарска не представља велику претњу за Бугарску.
Бојарски страх од казне и глад за пленом обезбедили су њихову верност цару Јовану Асену II. Међутим, ове личне везе нису могле трајно да обезбеде превласт царске власти. Локални бојари су остали стварни владари провинција, јер су контролисали прикупљање пореза и мобилизацију трупа. Владавина цара Јована Асена II „завршила се у тренутку потпуне катастрофе“, током монголске инвазије на Европу. Монголи су напали Бугарску 1242. године, и натерали Бугаре да им плаћају годишњи данак. У време владавине наследника цара Јована Асена II долази до формирања бојарских фракција и суседне силе су брзо освојиле периферне територије.
Печат цара Јована Асена II приказан је на реверсу бугарске новчанице од 2 лева, издате 1999. и 2005. године.

## Породично стабло
|  |                  |  |  |  |  |  |  |  |  |  |  |  |  |  |  |  |
|  | 2. Јован Асен I  |  |  |  |  |  |  |  |  |  |  |  |  |  |  |  |
|  |                  |  |  |  |  |  |  |  |  |  |  |  |  |  |  |  |
|  |                  |  |  |  |  |  |  |  |  |  |  |  |  |  |  |  |
|  | 1. Јован Асен II |  |  |  |  |  |  |  |  |  |  |  |  |  |  |  |
|  |                  |  |  |  |  |  |  |  |  |  |  |  |  |  |  |  |
|  |                  |  |  |  |  |  |  |  |  |  |  |  |  |  |  |  |
|  | 3. Јелена        |  |  |  |  |  |  |  |  |  |  |  |  |  |  |  |
|  |                  |  |  |  |  |  |  |  |  |  |  |  |  |  |  |  |
|  |                  |  |  |  |  |  |  |  |  |  |  |  |  |  |  |  |